# Shépherdie
Shepherdia
Genre
Classification phylogénétique
Les shépherdies, aussi communément appelés buffaloberry  ou airelle rouge (Shepherdia) est un genre de plantes à fleurs de la famille des Elaeagnaceae. Ce sont de petits arbustes aux feuilles argentées et caduques et dont les baies sont rouges, plutôt amères mais comestibles. Les plantes sont originaires du nord et de l'ouest de l'Amérique du Nord, proches des genres Elaeagnus et Hippophae. Ce sont des buissons au feuillage argenté et . La shépherdie croit dans une grande partie du Canada, surtout dans le cas de la shépherdie du Canada (S. canadensis) .  Quant à la shépherdie argentée (S. argentea), elle se trouve surtout dans les Prairies canadiennes et dans l’Ouest canadien. 

## Principales espèces
- Shepherdia argentea (Pursh) Nutt. Shépherdie argentée. Distribution : Dans les Prairies canadiennes, puis de la Saskatchewan jusqu'au Texas.
- Shepherdia canadensis (L.) Nutt. Shépherdie du Canada. Distribution : D'un océan à l'autre au Canada, ainsi qu'en Alaska, et ce, jusqu'à Terre-Neuve.
- Shepherdia rotundifolia Parry

## Faune
Les fruits sont souvent mangés par les ours, notamment avant l'hibernation pour faire des réserves de graisse .

## Usage
Les baies sont aigres, mais peuvent être transformées en confiture, tarte, gelée, sirop, crème glacée, soupe ou préparées comme une sauce aux canneberges avec du sucre ajouté,. Les baies de shépherdies étaient consommées par les peuples autochtones des Prairies canadiennes et de l'Ouest canadien, et ce, jusqu'à aujourd'hui . En effet, elle était utilisée par les Autochtones pour assaisonner la viande de bison. Quant aux Autochtones de la Colombie-Britannique, ils en font une sucrerie en fouettant la shépherdie du Canada avec de l’eau.